# Tempo dokumentärfestival
Tempo dokumentärfestival är en återkommande festival i Stockholm för dokumentära uttryck inom bland annat film, radio och foto. Där arrangeras även föredrag och debatter samt visningar och workshops för unga. Festivalen är den största i sitt slag i Sverige.
"Tempo Dokumentärfestival är Sveriges största filmfestival för dokumentära uttryck. Sedan grundandet 1998 presenteras dokumentärer från hela världen som annars inte skulle nå en svensk publik och Tempo utgör ett unikt forum för att samlat presentera dokumentära verk över genregränser – film, radio, foto, transmedia och mer experimentella uttrycksformer. Tempo är också är forum för dokumentärbranschen och arrangerar en rad branschrelaterade aktiviteter som work in progress, seminarier, masterclasses och Tempo Pitch. Mellan festivalerna arrangeras olika evenemang med dokumentär inriktning, seminarieprogram, debatter, fotoutställningar samt filmvisningar och workshops för unga. Filmfestivalen och dess kringaktiviteter anordnas av den ideella föreningen Tempo Dokumentärfestival".

## Historia
Tempo grundades av Gustav Forsberg under kulturhuvudstadsåret 1998. Tempo har sedan 2006 Svenska Filminstitutets nationella festivaluppdrag för dokumentärfilm.[källa behövs]
2005 tilldelades festivalen Citypriset “Årets film” av tidningen Stockholm City och 2007 valdes Tempo till en av DN På Stans ”Stockholmshjältar”. Sedan 2008 ingår Tempos i Guldbaggens nomineringsgrupp för dokumentärfilm och bästa kortfilm.

## Utmärkelser

### Stefan Jarl International Documentary Award
Priset instiftades 2012 och är uppkallat efter den legendariska filmregissören Stefan Jarl, som står bakom kända filmer som Dom kallar oss mods och Ett anständigt liv. Syftet är att lyfta de allra bästa utländska dokumentärerna och vinnande film tilldelas 3000 euro.

### Tempo Documentary Award
Sveriges största dokumentärtävling där vinnande regissör tilldelas 75 000 kronor.

### Tempo Short Award
Tävlingen utser Sveriges bästa dokumentär i kortformat. 25 000 kronor tilldelas vinnande regissör.

### New Doc
New Doc är tävlingen för oetablerade svenska filmskapare. Priset tilldelas en ny talang och består av 50 000 kronor.

### Tempo Sound Award
Bland filmerna som tävlar i Tempo Short Award tilldelas Tempo Sound Award den film med den mest kreativa och genomtänkta ljudbilden. Vinnaren tilldelas 60 000 kronor som kan användas hos Momento Studio.

### Short Dox Radio
Tävlingen för radio i kortformat. De tävlande bidragen får vara max tre minuter. Priset instiftades av professor i radioproduktion, Bengt Bok. Vinnaren får 5000 kr samt studiotid och producent hos Munck Studios. 

### Tempo Pitch
Priset består av 90 000 kr som tilldelas den bästa idén till en ny dokumentärfilm. Priset ska användas till att färdigställa filmen.
| PRIS                                        | 2023                                                                | 2022                                                               | 2021                                           | 2020                                                              | 2019                                                       | 2018                                                                                    | 2017                                                            | 2016                                                                 | 2015                                                                                  | 2014                                                                         | 2013                                     | 2012                                               | 2011                                            | 2010                               |
| ------------------------------------------- | ------------------------------------------------------------------- | ------------------------------------------------------------------ | ---------------------------------------------- | ----------------------------------------------------------------- | ---------------------------------------------------------- | --------------------------------------------------------------------------------------- | --------------------------------------------------------------- | -------------------------------------------------------------------- | ------------------------------------------------------------------------------------- | ---------------------------------------------------------------------------- | ---------------------------------------- | -------------------------------------------------- | ----------------------------------------------- | ---------------------------------- |
| Tempo Documentary Award                     | How to Save a Dead Friend av Marusya Syroechkovskaya                | The Scars of Ali Boulala av Max Eriksson                           | Imads barndom av Zahavi Sanjavi                | Ninosca – The Woman and the Emigrant’s Song av Peter Torbiörnsson | Hamada av Eloy Domínguez Serén                             | Stronger than a Bullet av Maryam Ebrahimi                                               | Efter Inez av Karin Ekberg                                      | Martha & Niki av Tora Mkandawire Mårtens                             | Jag är Dublin av Ahmed Abdullahi, David Aronowitsch, Sharmarke Binyusuf, Anna Persson | Jag stannar tiden av Gunilla Bresky                                          | BELLEVILLE BABY av Mia Engberg           | At Night I Fly av Michel Wenzer                    | VODKAFABRIKEN av Jerzy Sladkowski               | VIDEOCRACY av Erik Gandini         |
| Stefan Jarl International Documentary Award | Anhell69 av Theo Montoya                                            | Courage av Aliaksei Paluyan                                        | The Earth Is Blue as an Orange av Iryna Tsilyk | La Mami av Laura Herrero Garvin                                   | The Silence of Others av Almudena Carracedo & Robert Bahar | Small Talk av Hiu-chan Huang                                                            | I Am Not Your Negro av Raoul Peck                               | Mr Gaga av Tomer Heymann                                             | Spartacus and Cassandra av Ioanis Nuguet                                              | Stop the Pounding Heart av Roberto Minervini                                 | STORIES WE TELL av Sarah Polley          | 5 Broken Cameras av Emad Burnat och Guy Davidi     | -                                               | -                                  |
| Tempo Short Award                           | Gösta Petter-land av Christer Wahlberg och Sebastian Rudolph Jensen | Dansa min docka av Jasmijn Kooijman                                | Man med duvor av Lina Maria Mannheimer         | Röster om vår tid av Per Wichmann                                 | Excess Will Save Us av Morgane Dziurla-Petit               | The Ambassador’s Wife av Theresa Traore Dahlberg                                        | Studio 5 av Axel Danielson & Maximilien Van Aertryck            | Kroppen är en ensam plats av Ida Lindgren                            | Kulturpengar av My Sandström                                                          | Dawn in a City Without Name av Knutte Wester                                 | KÄRLEKSFÖRMEDLINGEN av Martina Carlstedt | The Quiet One av Emelie Wallgren och Ina Holmqvist | DAGAR EMELLAN av Erik Bäfving                   | -                                  |
| New Doc                                     | Om sorg av Emelie Löfgren                                           | Pink Rider av Daniel Aguirre Montoya                               | Obituary av Simon Revilla                      | Petra & Peter – en syskonsaga av Johanna Aust                     | Allt vi äger av Emily Norling                              | Nu bor jag på en camping av Jasmijn Kooijman                                            | One Ticket Please av Matiss Kaza                                | Hotell Kristineberg av Roxane von Gerber Hedayat och Moa Kjellstrand | Bara tre minuter kvar av Anna Padilla                                                 | Still Born av Åsa Sandzén                                                    | STADEN OCH JAG av Moa Junström           | Pinocchio utan näsa av Irene Lopez                 | POETEN I ELEFANTHUSET av Anna Juhlin            | PARADISET av Ahang Bashi           |
| Short Dox Radio                             | Hej jag har lite bråttom av Rasmus Malm                             | Sailor av Petra Koppla Dahlberg                                    | Tjugotjugo av Anna Frey                        | All by Myself av Åsa Secher                                       | Min namne är en italiensk discokung av Fredrik Ramel       | http://www.terapisnack.com/hur-skiljer-man-pa-sorg-och-sjalvomkan av Mathilda von Essen | Den sista snapsen av Jon Jordås                                 | Mikael född 1975 av Simon Moser                                      | Passageraren av Sara Villius                                                          | Vänner av Juana Owusu                                                        | PLATSERNA av Sara Villius                | Robin Radio Short av Robin Färdig                  | GÅ I IDE av Shafik Muwanga                      |                                    |
| Tempo Radio Award                           | -                                                                   | -                                                                  | -                                              | -                                                                 | -                                                          | -                                                                                       | -                                                               | -                                                                    | -                                                                                     | -                                                                            | KOM IGEN GUBBAR! av Louise Jacobson      | Madonnan och skökan av Mia Blomgren                | ELLA PETERSSON; MOSKVA av Ella Petersson        | JAG HETER JOAKIM av Robert Barkman |
| Tempo Pitch                                 | Smugglaren av Sylvelin Måkestad                                     | KATWE (arbetstitel) av Nima Shirali                                | Aida Was Here av Amanda Pesikan                | To the North av Jasmijn Kooijman                                  | Miraklet i Gullspång av Maria Fredriksson                  | Kvar av Jan Ärfström och Malin Nicander                                                 | Häxan Anna av Peter Gerdehag, Malcolm Dixelius och Zara Arrehed | Josefin & Florin av Ellen Fiske och Joanna Karlberg                  | Tryggt, tråkigt, Norsjö av Sophia Josephson, Lisa Josephson och Susanne Karlsson      | Fuck you döden Momento Film Lisa Partby, David Herdies och Kerstin Übelacker | TYSTNADENS SPRÅK av Frans Huhta Karlsson | The Lost One av Liselotte Wajstedt                 | MALMBERGET av Alexander Rynéus och Per Eriksson | -                                  |
| Tempo Sound Award                           | I Think of Silences When I Think of You av Jonelle Twum             | Nadir av Amin Zouiten Ljud: Anne Gry Friis Kristensen & Malte Møhr | Man med duvor av Lina Maria Mannheimer         | Park av Lucia Pagano & Vanja Sandell Billström                    | Låt mig dansa av Camilla Skagerström                       | -                                                                                       | -                                                               | -                                                                    | -                                                                                     | -                                                                            | -                                        | -                                                  | -                                               | -                                  |
| Bettans fond                                | -                                                                   | Folkets Bio, Lund/Kino                                             | Folkets Bio Stockholm, Zita                    |                                                                   |                                                            |                                                                                         |                                                                 |                                                                      |                                                                                       |                                                                              |                                          |                                                    |                                                 |                                    |